# سیارک ۴۷۸۱
سیارک ۴۷۸۱ (به انگلیسی: 4781 Sladkovic، نامگذاری:1980TP) چهار هزار و هفتصد و هشتاد و یکمین سیارک کشف شده‌است که در ۳ اکتبر ۱۹۸۰ کشف شد.
قدر مطلق سیارک برابر ۱۴٫۶۰ است.